# Elias Martin

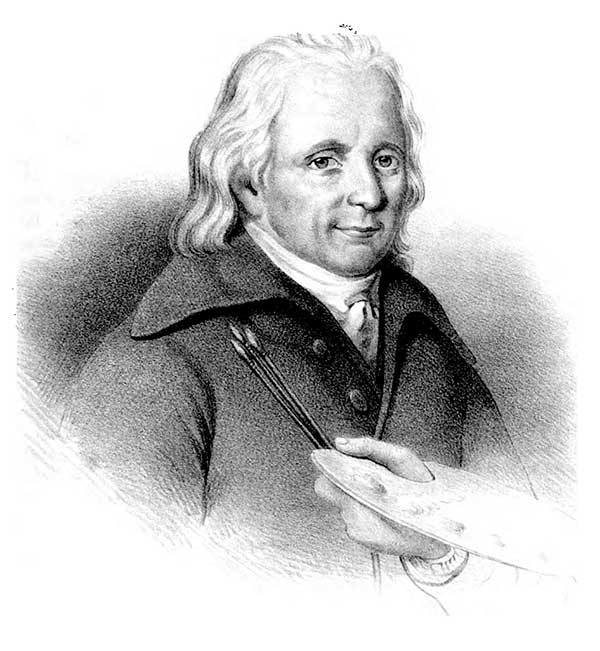
Porträt von Elias Martin.
Steindruck

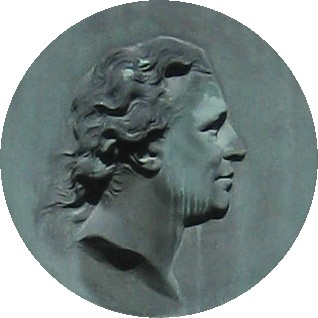
Abbildung Elias Martins auf einer Plakette, die seinen Grabstein bei der Adolf-Friedrich-Kirche ziert

Elias Martin (getauft 8. März 1739 in Stockholm; † 25. Januar 1818 ebenda) war ein schwedischer Maler, der vor allem durch seine Landschafts- und Genregemälde sowie Porträts Bekanntheit erlangte.
Martin war der Sohn von Kunsttischler Olof Martin und Ulrika Haupt, eine Schwester des Möbelbauers Georg Haupt. Martin erhielt seine ersten Unterweisungen vom Vater und aufgrund seines Talentes wurde er später zum Maler F.C. Schultz gesandt. Über diesen erhielt Martin Anstellung beim Schiffbauer Fredrik Henrik af Chapman, der ihn als Bauzeichner und Zeichenlehrer für die Offiziere auf Burg Sveaborg einsetzte. Dort war Feldmarschall Augustin Ehrensvärd sein Beirat, und Martin freundete sich mit dessen Sohn Carl August Ehrensvärd an und unterrichtete diesen in der Malkunst.
1766 zog Martin für Studien nach Paris, wo er durch Alexander Roslins Empfehlung einen Platz bei der École académique bekam mit Unterweisungen durch Claude Joseph Vernet und wahrscheinlich auch François Boucher. Im Jahre 1768 zog Martin nach London weiter. Dort nahm man ihn zwei Jahre später als assoziierendes Mitglied in die Royal Academy of Arts auf, wo er bei Ausstellungen und als Zeichenlehrer am Leben der Gesellschaft teilnahm. Dies lag sicherlich auch an seiner freundschaftlichen Beziehung zum Architekten William Chambers. In England entwickelte Martin eine eigene Aquarelltechnik und unterrichtete andere Personen im Kupferstich und der Schabkunst, obwohl er in den zuletzt genannten Techniken keine persönliche Note offenbarte.

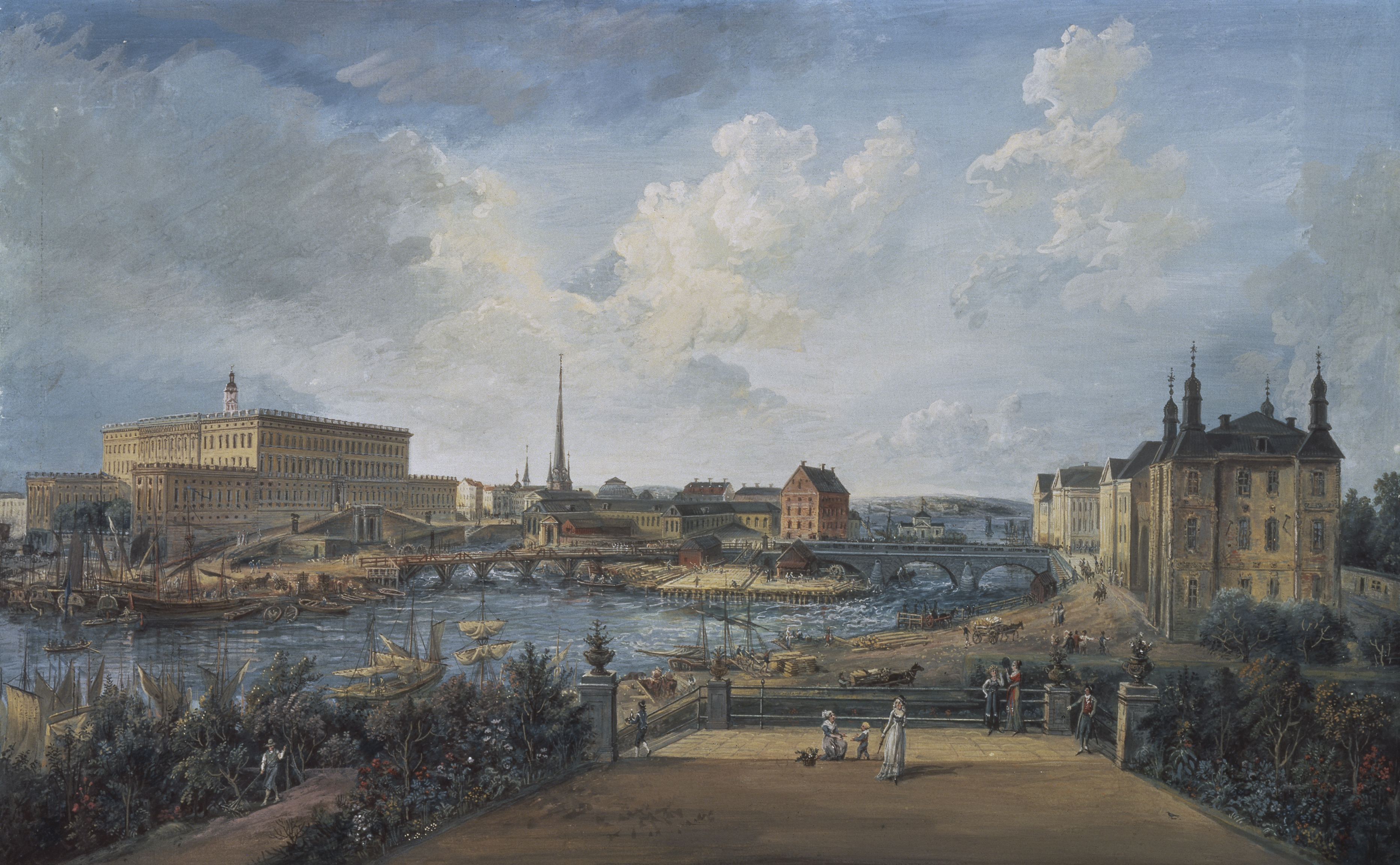
Blick über Stockholm von Elias Martin. Schwedisches Nationalmuseum, Stockholm

Martin kehrte 1780 nach Schweden zurück, wo er ein Jahr später Mitglied der Kunstakademie wurde und auch unterrichtete. Gustav III. beauftragte ihn mit der Stichdruckserie Schwedische Ansichten. In späteren Jahren wurden seine Arbeiten immer religiöser, wovon die Werke Johannes der Täufer predigt in der Wüste (Museum Nyköping) und Vater Frühling zeugen. Im schwedischen Nationalmuseum ist er unter anderem präsent mit einem Porträt seines Freundes Carl Michael Bellman und einem Selbstporträt. In seinem Nachlass befanden sich außerdem über 200 Ölgemälde.
1770 hatte Martin die Engländerin Ann Lee geheiratet, mit der er den Sohn Fredrik Erik Martin bekam, der auch Künstler wurde. Martins Bruder Johan Fredrik Martin war Grafiker und Professor an der schwedischen Kunstakademie. In seiner aktiven Zeit war Martin vertraut mit Künstlern wie Bellman, Erik Palmstedt und Johan Tobias Sergel. In seinen späten Jahren zog er sich aufgrund eines Augenleidens und ökonomischer Probleme immer mehr aus dem gesellschaftlichen Leben zurück.
Elias Martin wurde auf dem Friedhof der Adolf-Friedrich-Kirche in Stockholm begraben.